# Betsy Jolas
Betsy Jolas, född 5 augusti 1926 i Paris, är en fransk tonsättare.
Jolas bodde i USA från 1940 till 1946, där hon studerade komposition för Paul Boepple och piano för Helen Schnabel. Efter att ha återvänt till Frankrike fortsatte hon sina studier för Darius Milhaud och Oliver Messiaen på Conservatoire National Supérieur de Musique i Paris. Hon kombinerade avantgarde med en lyrisk impuls, vilket ledde till att hon började skriva mycket vokalmusik. 
Bland artister och grupper som framfört hennes verk märks bland andra William Christie, Claude Helffer, Kim Kashkashian och Kent Nagano, Ensemble Intercontemporian, London Sinfonietta och Philharmonia Orchestra. Hon har spelat in skivor på bland annat EMI och Erato.

## Priser
- Grand prix national de la musique, 1974
- Grand prix de la ville de Paris, 1981
- Grand prix de la SACEM, 1982
- Commandeur de l’ordre des Arts et des Lettres , 1985
- Prix International Maurice Ravel, 1992
- Chevalier de la Légion d'honneur, 1997